# Assedio di Lussemburgo (1684)
L'assedio di Lussemburgo ebbe luogo nel 1684 durante la Guerra delle riunioni. Con questo assedio Luigi XIV di Francia (marito di Maria Teresa di Spagna) mosse l'assedio alla fortezza di Lussemburgo controllata dagli spagnoli dal 27 aprile al 7 giugno, un confronto senza precedenti e di notevole portata. L'azione causò terrore nei vicini della Francia e portò alla formazione della Lega di Augusta nel 1686. Al termine della guerra, la Francia poté contare sul mantenimento di molti possedimenti, ma dovette cedere il Ducato di Lorena nuovamente al Sacro Romano Impero sulla base dei termini del Trattato di Ryswick del 1697.

## Antefatto
Uno degli elementi importanti della politica di Luigi XIV era l'ottenimento dell'importante e strategica città di Lussemburgo, che si trovava sotto giurisdizione spagnola, ma apparteneva de jure al Sacro Romano Impero. La città era stata già assediata nel 1681-1682, ma gli abitanti avevano opposto strenua resistenza.
Lugi iniziò la Guerra delle riunioni essenzialmente per conquistare Lussemburgo nel 1683. Nel dicembre di quell'anno, Lussemburgo venne bombardata con dei mortai (circa 6 000 colpi tra granate e palle di cannone).
La fortezza di Lussemburgo all'epoca non aveva ancora fortificazioni che potessero considerarsi moderne, ma era invece protetta dalla sua collocazione geografica e dal fatto che dal precedente bombardamento esse non avevano subito particolari danni a differenza della città sottostante.

## L'assedio
Nel gennaio del 1684, il maresciallo francese François de Créquy riuscì ad isolare Lussemburgo dal resto dell'esercito spagnolo. Egli pose un'armata a Bruxelles ed una a Lussemburgo, di modo da distanziare le truppe nemiche dal suo obbiettivo principale. Sébastien Le Prestre de Vauban venne incaricato dell'assedio di Lussemburgo.
Le truppe francesi constavano di 25 000 uomini e disponevano di più di 70 cannoni, oltre ad un gruppo di genieri militari. Le truppe spagnole in città erano comandate dal principe di Chimay e dal conte di Tille ed erano in numero di 4 090 uomini e 600 cavalieri oltre a 600 volontari della milizia cittadina locale. La città e la fortezza disponevano di poche provviste e munizioni.
L'assedio iniziò quando vennero completate le posizioni difensive attorno alla città dal 28 aprile all'8 maggio, di modo da proteggere gli assedianti. Circa 12 000 lavoratori vennero impiegati per questa operazione, tra cui dei contadini coscritti provenienti da Metz, Toul e Verdun.
Al punto principale dell'attacco, Vauban scelse di attaccare innanzitutto il fronte della Porta Nuova della città. Con l'aiuto di un buon numero di zappatori, Vauban si avvicinò con trincee alla fortezza da due punti diversi: il primo proprio lungo il fronte della Porta Nuova e l'altro dalla parte opposta. Entrambe le trincee erano tra loro collegate da passaggi. I francesi predisposero quattro batterie d'artiglieria d'assedio. Assieme ai cannoni ordinari, vennero impiegati anche mortai. Nella notte dell'8 maggio i cannoni iniziarono a sparare sulla città. I difensori reagirono il 9 maggio con diverse sortite e distruggendo parte dell'accampamento degli assedianti ma non poterono fermare completamente l'escavazione delle trincee. L'11 maggio gli assedianti erano vicinissimi alla fortezza.
Il 14 maggio entrambe le parti erano esposte al fuoco nemico. Il 18 maggio i francesi riuscirono a penetrare nella fortezza minando i passaggi sotterranei e riuscirono a penetrare, ma i combattimenti continuarono ancora perché gli spagnoli ancora avevano all'interno la maggior parte dell'artiglieria per resistere all'assedio, motivo per cui era difficile riuscire ad impossessarsi della struttura con una sortita. Al 29 maggio la situazione per gli spagnoli era diventata insostenibile dato che anche il bastione Barlaimont stava ormai per essere preso da francesi.
Il governatore spagnolo della fortezza convocò d'urgenza un consiglio di guerra: dal momento che non vi era speranza di salvare la fortezza e temendo massacri e saccheggi anche nella città, pensò di negoziare la resa. Questi negoziati non portarono alcun risultato e i bombardamenti francesi continuarono ancora, con conseguente risposta degli spagnoli. I francesi riuscirono ad aprire diverse breccia nelle mura, soprattutto nell'area del castello. Il 3 giugno venne innalzata la bandiera bianca e vennero chiesti nuovi negoziati; la Francia concesse agli spagnoli una resa onorevole.
Quattro giorni dopo, alla guarnigione venne permesso di abbandonare la città (1 300-2 000 soldati sopravvissuti) con i loro cavalli e i cannoni rimasti.

## Conseguenze
Durante l'assedio, l'artiglieria francese bombardò la città giorno e notte con più di 55 000 colpi. La guarnigione di difesa perse più di 2 700 uomini (tra morti, feriti o malati). 80 volontari della città morirono durante gli scontri. I francesi persero 8 000 uomini, ma pur non perdendo un numero significativo di soldati l'operazione si dimostrò parecchio costosa per le casse del Re Sole (373 000 livres).
Dopo che la città venne presa, i francesi marciarono verso Treviri dove presero il controllo della città e ne distrussero le fortificazioni. Dopo di questo marciarono nell'Elettorato di Colonia.
Dopo la presa di Lussemburgo, Luigi XIV aveva raggiunto il suo scopo ed era ora alla ricerca della pace. Vauban ricostruì ed allargò le fortificazioni della fortezza di Lussemburgo.
La conquista di Lussemburgo aprì la via ai francesi verso i Paesi Bassi.